# Rivière LeBoeuf (Pennsylvanie)
Pour les articles homonymes, voir LeBoeuf.
La rivière LeBoeuf  est un affluent de la rivière French Creek qui coule dans l'État de Pennsylvanie et celui de New York aux États-Unis. La rivière LeBoeuf contribue au bassin fluvial de la rivière Allegheny.

## Étymologie
Cette rivière fut nommée « ruisseau LeBoeuf » en raison de la présence de nombreux bisons à l'époque de la Nouvelle-France. Le long de cette rivière fut édifié le fort Le Boeuf et plus loin le fort de la Presqu'île. Ces deux forts contrôlaient le portage des canoës jusqu'au lac Érié.

## Géographie
Cette rivière mesure 29 kilomètres de long et couvre un bassin fluvial de 165 km2.
Elle prend sa source vers la ville de Waterford située dans l'État de Pennsylvanie. Elle reçoit les eaux du lac LeBoeuf au sud de Waterford.
Malgré la proximité du lac Érié qui alimente le bassin fluvial du fleuve Saint-Laurent, la rivière LeBoeuf qui se jette dans la rivière French Creek, puis leurs eaux dans la rivière Allegheny, qui elle-même est un affluent de la rivière Ohio, rejoignent celles du fleuve Mississippi.

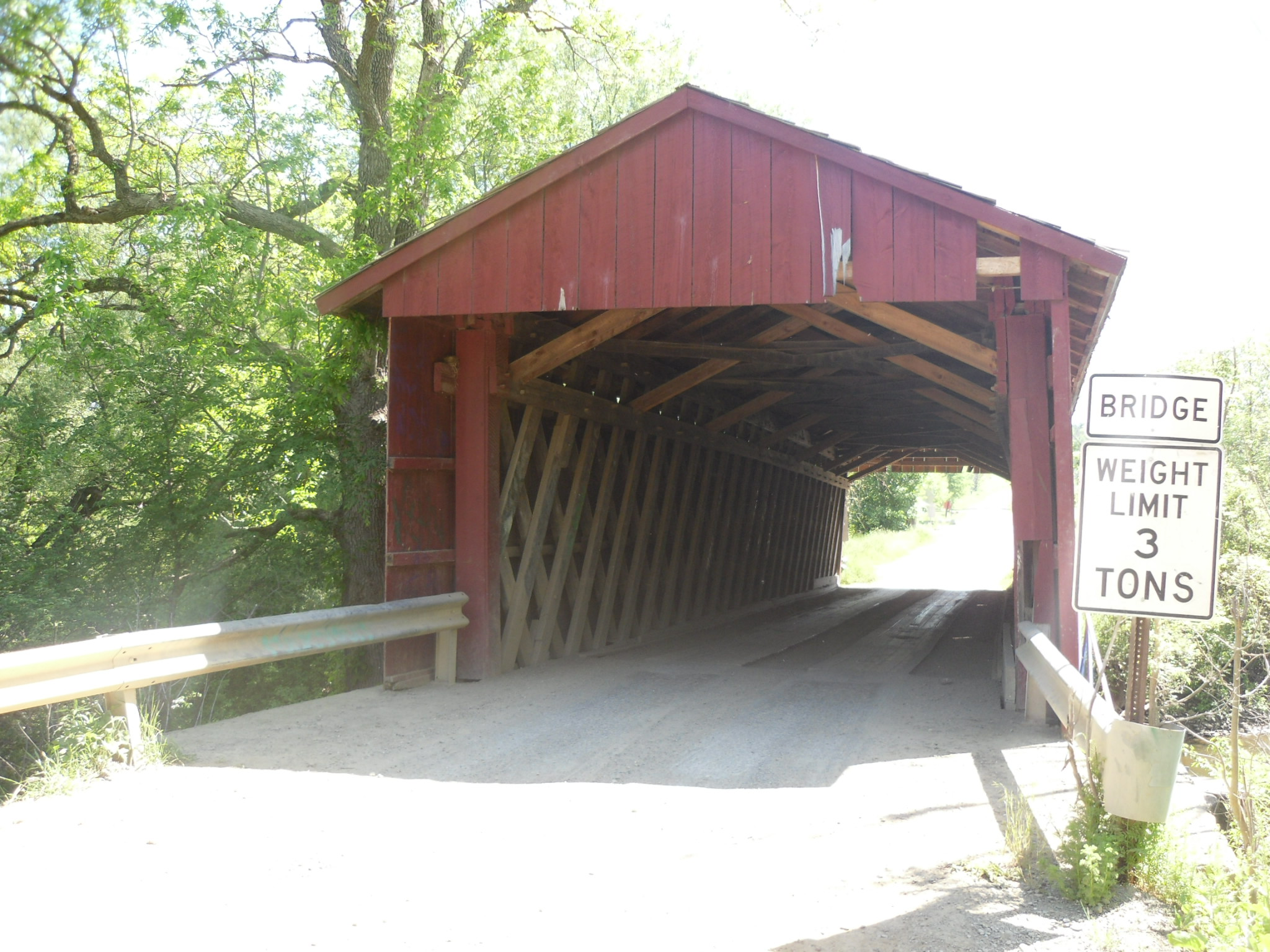
Pont couvert enjambant la rivière LeBoeuf.

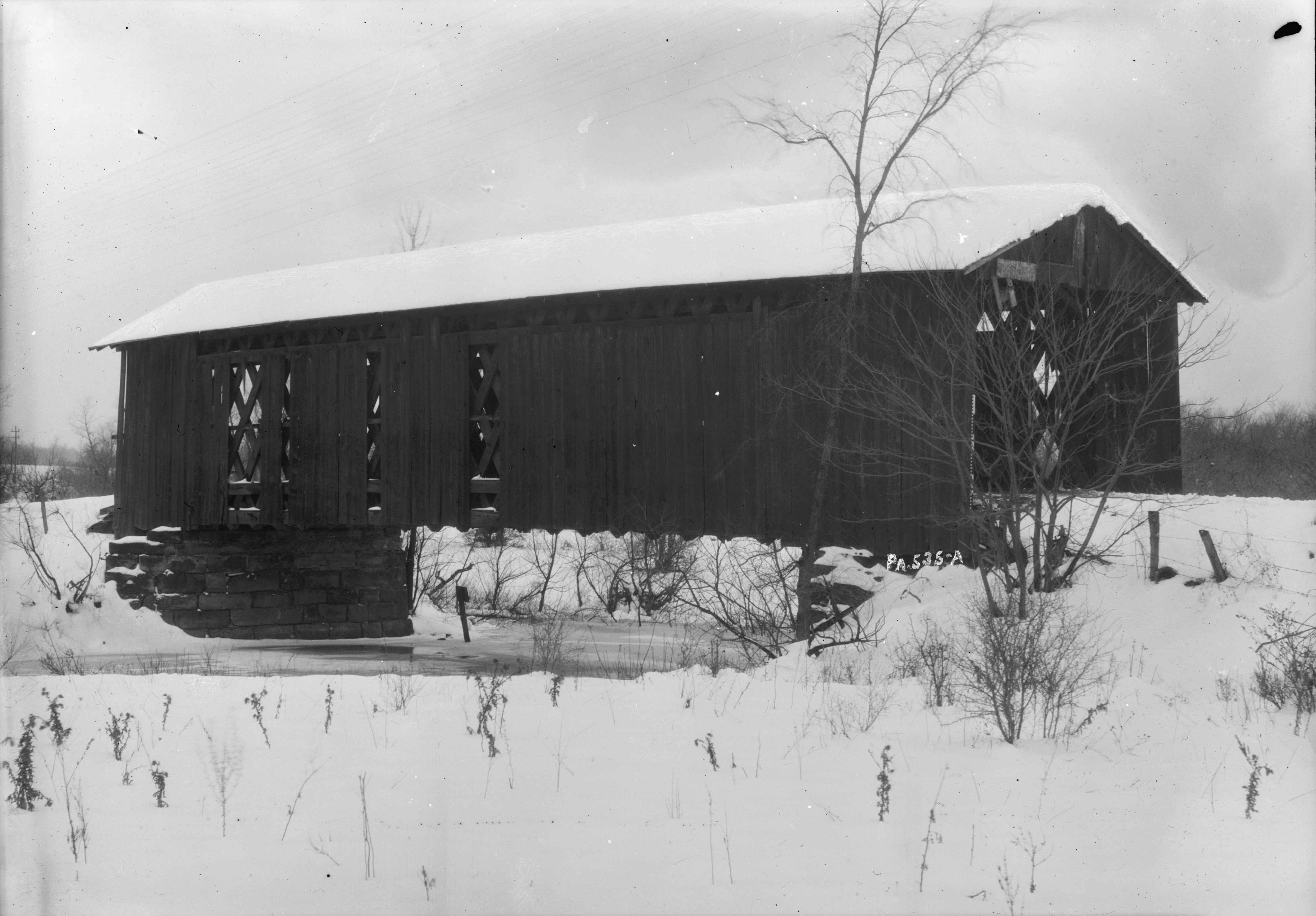
Pont couvert sur la rivière LeBoeuf en hiver.